# Franco Trincavelli
Franco Trincavelli est un rameur italien né le 7 juin 1935 à Abbadia Lariana et mort le 10 novembre 1983 à Abbadia Lariana.

## Biographie
Franco Trincavelli dispute l'épreuve de quatre avec barreur aux Jeux olympiques d'été de 1956 à Melbourne et remporte la médaille d'or avec Alberto Winkler, Angelo Vanzin, Romano Sgheiz et Ivo Stefanoni. En 1960 à Rome, il est médaillé de bronze de quatre avec barreur avec Fulvio Balatti, Romano Sgheiz, Giovanni Zucchi et Ivo Stefanoni,.